# Spółdzielnia Świetlik
Spółdzielnia Świetlik (Spółdzielnia Pracy Usług Wysokościowych „Świetlik”) – polska spółdzielnia pracy, założona w czerwcu 1983 roku w Gdańsku przez grupę studentów i absolwentów Uniwersytetu Gdańskiego, działająca pierwotnie jako Spółdzielnia Pracy Usług Wysokościowych „Świetlik”. Znana z roli w okresie PRL jako miejsce zatrudnienia i działalności osób związanych z ruchem antykomunistycznym. Zakończyła działalność w 1996 roku. W 2013 roku została reaktywowana.

## Historia
Spółdzielnia została założona przez 11 osób, w tym Macieja Płażyńskiego (pierwszego prezesa zarządu), Romana Rojka (przewodniczącego rady nadzorczej), Tomasza Chodnikiewicza i Marka H. Kotlarza. Powstała w odpowiedzi na trudności z zatrudnieniem dla osób o poglądach antykomunistycznych po wprowadzeniu stanu wojennego.
Początkowo zajmowała się pracami wysokościowymi, m.in. malowaniem kominów (pierwsze zlecenie dotyczyło 150-metrowego komina Rafinerii Gdańskiej) i czyszczeniem świetlików dachowych. Wkrótce stała się miejscem zatrudnienia członków opozycji, w tym działaczy NSZZ „Solidarność” i NZS. Wśród zatrudnionych byli m.in. Donald Tusk, Jerzy Borowczak, Arkadiusz Rybicki, Sławomir Rybicki, Wiesław Walendziak oraz Mariusz Wilk.
W okresie największego rozwoju zatrudniała około 200 osób na etatach oraz ponad 1000 dorywczo. Działała w całej Polsce, posiadając filie m.in. w Rzeszowie i Krakowie. Od 1987 roku zakładała spółki prawa handlowego, m.in. Przedsiębiorstwo Remontowe „Corina”.
Spółdzielnia wspierała działalność opozycyjną, przeznaczając część zysków na niezależne inicjatywy – m.in. wydawanie czasopism „Polityka Polska” i „Przegląd Polityczny” oraz pomoc strajkującym w czasie strajków w 1988 roku.
Po przemianach ustrojowych w 1989 roku wielu członków spółdzielni zaangażowało się w działalność polityczną. Spółdzielnia została zlikwidowana w 1996 roku. Jej byli pracownicy od 1984 roku kontynuują tradycję corocznych, sylwestrowych meczów piłkarskich.

## Znaczenie
Spółdzielnia Świetlik była unikalnym zjawiskiem w realiach PRL – łączyła działalność gospodarczą z funkcją społeczną i polityczną. Stanowiła przestrzeń wolności i pluralizmu dla osób sprzeciwiających się władzy komunistycznej.
Jej historia została udokumentowana w książce Świetlik. Życie zawieszone na linie autorstwa Iwony Demskiej i Anny Oller (2012) oraz w filmie dokumentalnym Świetlik. Spółdzielnia Usług Wysokościowych w reżyserii Jacka Knoppa (2011).

## Reaktywacja
W 2012 roku grupa dawnych członków spółdzielni, w tym Tomasz Chodnikiewicz, zainicjowała reaktywację działalności pod nazwą „Spółdzielnia Świetlik”. Nowa spółdzielnia miała wspierać małe i średnie przedsiębiorstwa w walce z biurokracją i nieuczciwymi kontrahentami.
Spółdzielnia została zarejestrowana 11 stycznia 2013 roku w Krajowym Rejestrze Sądowym pod numerem KRS 0000449321. Jej przedmiotem działalności są m.in. doradztwo w zakresie zarządzania (PKD 70.22.Z), działalność wspomagająca edukację (PKD 85.60.Z) oraz inne formy doradztwa gospodarczego.
Prezesem zarządu został Tomasz Chodnikiewicz. W skład władz wszedł także m.in. Andrzej Voigt (Rada Nadzorcza), przedsiębiorca i były działacz opozycyjny związany ze Świetlikiem od 1987. Siedziba spółdzielni mieści się w Gdańsku przy ul. Jana III Sobieskiego 14.